# In My Bed (canción)
«In My Bed» es una canción de la cantante estadounidense Sabrina Carpenter. Se estrenó el 7 de junio de 2019 como sencillo de su cuarto álbum de estudio Singular: Act II (2019) a través de Hollywood Records, junto con el pedido anticipado del álbum. Carpenter escribió la canción junto a Steph Jones y el productor de la canción Mike Sabath.

## Antecedentes y lanzamiento
Carpenter anunció el lanzamiento de la canción junto con la revelación de la lista de canciones de Singular: Act II. Cuando se le preguntó acerca de la canción, dijo: 

Es un juego inteligente de palabras en lugar de decir, 'Estoy en mi cabeza al respecto'. La canción trata sobre uno de esos momentos en los que la vida se siente mucho para lidiar. Tomamos eso y lo convertimos en algo realmente divertido y vulnerable".

La canción fue escrita en 2019 por Carpenter, Mike Sabath y Steph Jones. Fue producida y mezclada por Sabath y las voces fueron producidas por Sabath y Jones. La canción fue masterizada en Sterling Sound en la ciudad de Nueva York por Chris Gehringer con Will Quinnell como asistente.

## Composición
«In My Bed» es una canción alegre de electropop con influencias dance-pop. Tiene un coro con un ritmo inspirado en el synth pop. Líricamente, la canción trata de hacer frente cuando la vida es mucho con lo que lidiar.

## Recepción y crítica
Rania Aniftos de Billboard describió el vídeo de «In My Bed» como "colorido" y que "el espectador es transportado a un mundo hipnótico".

## Vídeo musical
Un video visualizador de la canción acompañó el lanzamiento de la canción. Muestra imágenes de la sesión de fotos de Carpenter para las fotos promocionales del tema. Carpenter confirmó que habrá un video musical oficial para la canción a través de Instagram en vivo el 6 de junio de 2019. Carpenter anunció formalmente el video a través de las redes sociales al publicar un video de ASMR que fue filmado mientras grababa el video musical.
El video musical oficial de la canción se estrenó a través de la revista Marie Claire el 28 de junio de 2019.  Más tarde ese día se publicó en los canales Venter y YouTube de Carpenter. El video fue dirigido por Phillip R. Lopez y filmado en Toronto, Canadá, antes de que Carpenter comenzara a filmar su próxima película Work It.

## Charts

### Weekly charts
| Chart (2019)                            | Peak position |
| --------------------------------------- | ------------- |
| Australia (ARIA)                        | 2             |
| Austria (Ö3 Austria Top 40)             | 42            |
| Bélgica (Flandes) (Ultratop 50)         | 18            |
| Bélgica (Valonia) (Ultratop 50)         | 24            |
| Canadá (Canadian Hot 100)               | 16            |
| Dinamarca (Tracklisten)                 | 8             |
| Finlandia (OFC)                         | 65            |
| Francia (SNEP)                          | 79            |
| Alemania (Media Control AG)             | 26            |
| Hungría (Single Top 40)                 | 11            |
| Hungría (Stream Top 40)                 | 18            |
| Irlanda (IRMA)                          | 70            |
| Italia (FIMI)                           | 49            |
| Países Bajos (Mega Single Top 100)      | 58            |
| Nueva Zelanda (Recorded Music NZ)       | 2             |
| Noruega (VG-lista)                      | 10            |
| Polonia (Polish Airplay Top 100)        | 13            |
| Portugal (AFP)                          | 35            |
| Escocia (Scottish Singles Sales Chart)  | 50            |
| Eslovaquia (Rádio Top 100)              | 35            |
| Eslovaquia (Singles Digitál Top 100)    | 16            |
| España (Top 100 Canciones)              | 56            |
| Suecia (Sverigetopplistan)              | 67            |
| Suiza (Schweizer Hitparade)             | 55            |
| Reino Unido (UK Singles Chart)          | 42            |
| Estados Unidos (Billboard Hot 100)      | 27            |
| Estados Unidos (Adult Contemporary)     | 10            |
| Estados Unidos (Adult Top 40)           | 21            |
| Estados Unidos (Dance/Mix Show Airplay) | 4             |
| Estados Unidos (Hot Dance Club Songs)   | 1             |
| Estados Unidos (Mainstream Top 40)      | 14            |
| US Rolling Stone Top 100                | 36            |

## Historial de lanzamiento
| País   | Fecha              | Formato                     | Discográfica      | Ref   |
| ------ | ------------------ | --------------------------- | ----------------- | ----- |
| Varios | 7 de junio de 2019 | Descarga digital, Streaming | Hollywood Records | [ 1 ] |